# Aschgraue Bodeneule

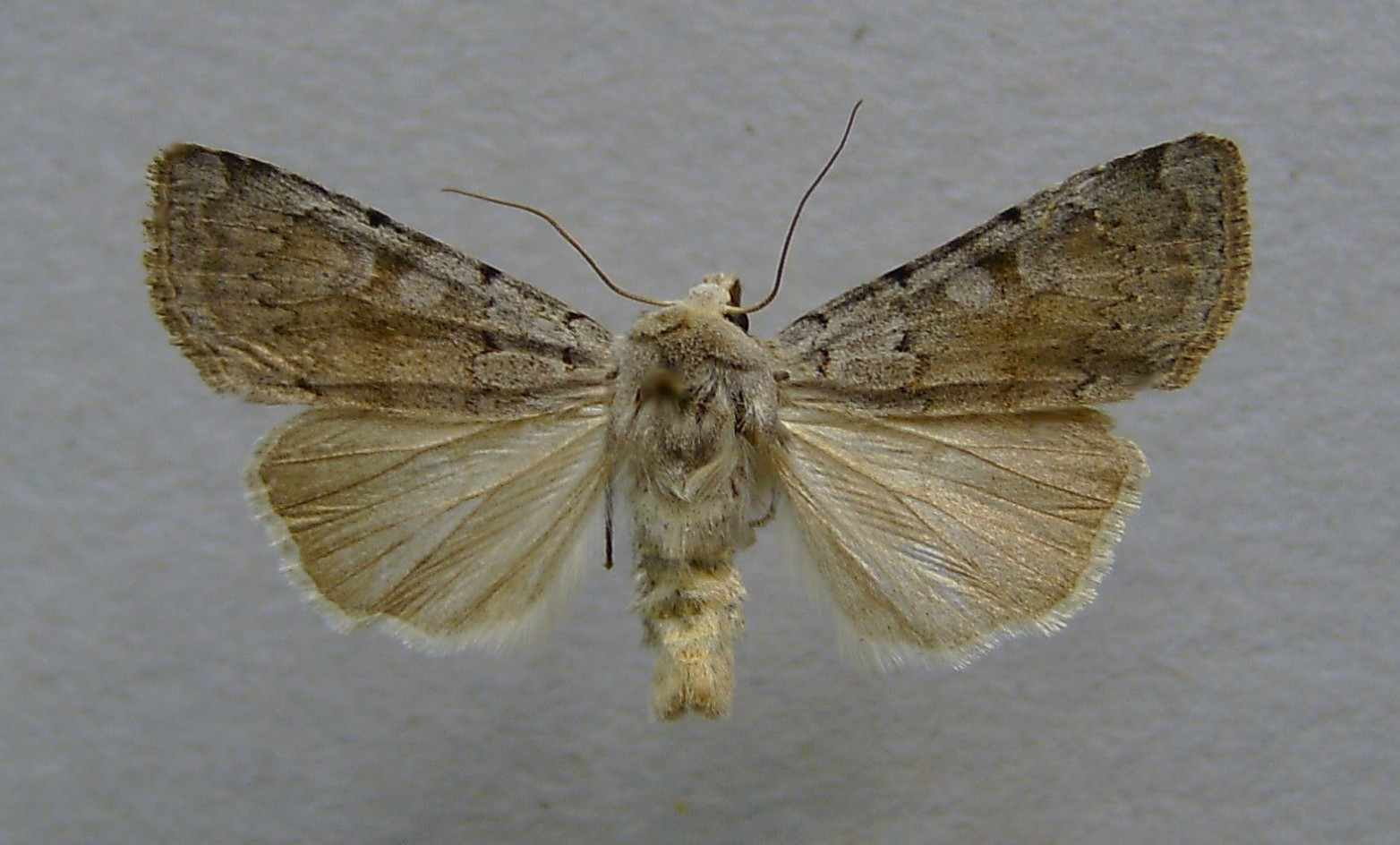
Präparat von Xestia ashworthii ssp. candelarum

Die Aschgraue Bodeneule (Xestia ashworthii), auch Aschgraue Ampfereule, Aschgraue Ampfer-Erdeule oder Zackenbindige Kräuter-Erdeule genannt ist ein Schmetterling (Nachtfalter) aus der Familie der Eulenfalter (Noctuidae).

## Merkmale

### Falter
Die Falter erreichen eine Flügelspannweite von 35 bis 46 Millimeter; sie variiert jedoch von Unterart zu Unterart. Die Grundfarbe und die Zeichnung der Flügel variieren ebenfalls außerordentlich stark. Diese große Variabilität hat zur Aufstellung zahlreicher Formen und Taxa geführt, die jedoch fast alle mit einer der vier Unterarten synonymisiert wurden:
- Die Nominatunterart  Xestia ashworthii ashworthii hat eine Flügelspannweite von 35 bis 40 Millimetern. Der Vorderflügel weist eine blaugraue Färbung auf mit unterschiedlich starker schwarze Überstäubung. Querlinien, Mittelschatten und Makeln sind meist deutlich gezeichnet. Die Hinterflügel sind fast einfarbig dunkelgraubraun mit weißen Fransen.
- Die Unterart Xestia ashworthii candelarum, mit 38 bis 49 mm Flügelspannweite im Durchschnitt größer als die Nominatunterart, hat fast einfarbig hellgrau bis blaugrau gefärbte Vorderflügel, die gelegentlich auch leicht bräunlich getönt sein können. Basale und distale Teile des Flügels können sogar leicht gelblich gefärbt sein. Die Querlinien und Makeln sind oftmals nur schwach ausgebildet; die Querlinien beginnen am Vorderrand mit schwarzen Flecken. Die Hinterflügel sind hellgrau und werden zu den Fransen hin etwas dunkler.
- Die Unterart Xestia ashworthii lactescens erreicht mit 42 bis 46 Millimetern[2] eine im Durchschnitt größere Flügelspannweite und unterscheidet sich durch eine milchige bis silberweiße Färbung der Vorderflügel ohne braune Elemente. Die Makeln sind kaum zu erkennen, die innere und äußere Querlinie sind dagegen fein, aber deutlich gezeichnet. Die hellgrauen Hinterflügel sind etwas dunkler als die Vorderflügel.
- Die Unterart Xestia ashworthii jotunensis hat eine Flügelspannweite von 35 bis 45 Millimeter. Die Vorderflügel sind großflächig violettbraun, rostbraun bis dunkelbraun gefärbt. Die Querlinien und Makeln sind undeutlich gezeichnet bis fehlend. Die Hinterflügel sind hellgrau gefärbt.
- Die Unterart Xestia ashworthii artvina. Die Vorderflügel sind dunkel blaugrau gefärbt, Querlinien, Mittelschatten und Makeln sind deutlich gezeichnet. Der Vorderrand ist aufgehellt und die Hinterflügel sind hellgrau gefärbt
- Die Unterart Xestia ashworthii sagrensis hat eine Flügelspannweite von 43 bis 44 mm und ist in der Grundfarbe einheitlich gelblich graubraun mit weißer Überstäubung im Wurzelfeld und entlang des Kostalrandes. Querlinien und Makeln quasi nicht existent mit Ausnahme von drei diffusen schwarzen Punkten am Kostalrand. In einigen Exemplaren ist die äußere Querlinie durch kleine, dunkle Punkte angedeutet. Die Hinterflügel sind weiß mit einer leichten, hellbraunen Tönung.

### Ei, Raupe und Puppe
Das Ei ist halbkugelig mit kräftigen Rippen. Es ist hellgelb, später rötlich und vor dem Schlüpfen schwarzblau gefärbt. Die Raupen sind schwarzbraun, grau bis olivgrün gefärbt und besitzt einen orangeroten Kopf mit zwei Bogenstrichen. Die beiden feinen Rückenlinien sind dunkel gezeichnet, die beiden Nebenrückenlinien hell. Jeweils zwischen den Rückenlinien und den Nebenrückenlinien befinden sich auffällige, schwarze Flecke. Sie beginnen etwa ab dem 3./4. Segment als tiefschwarze Längsstriche entlang der Nebenrückenlinien und werden zum Hinterende hin deutlich ausgeprägte, schmale bis breite Keilflecke, die jeweils nach hinten etwas breiter werden. Die Stigmen sind weiß, der Bauch mit feinen weißen Flecken gepunktet. Die gedrungene Puppe hat einen kurzen Kremaster mit zwei Dornen.

### Ähnliche Arten
Aufgrund der großen Variabilität in der Färbung ähnelt die Art auch vielen anderen Eulenfaltern, beispielsweise:
- Agrotis simplonia, sowie
- Euxoa birivia,
- Rhyacia helvetina,
- der Aschgrauen Erdeule (Agrotis cinerea),
- der Hellgrauen Erdeule (Euxoa decora) und
- der Bergwiesen-Bodeneule (Epipsilia grisescens)

Alle vorgenannten Arten ähneln der ssp. candelarum, haben zwar ebenfalls eine graue Grundfärbung, Quer- und Wellenlinien heben sich jedoch markanter ab. Die dunkelbraune ssp. jotunensis ähnelt anderen Arten, wie z. B. Euxoa aquilina oder Euxoa cursoria, bei denen jedoch Nieren- und Ringmakeln deutlicher hervortreten.

## Geographische Verbreitung und Lebensraum
Die Aschgraue Bodeneule hat ein großes Verbreitungsgebiet, das von Südspanien, die Pyrenäen, Wales, Süd- und Ostfrankreich, die Hügel- und Bergregionen von Mitteleuropa, Südskandinavien, Südfinnland, den Baltischen Staaten, Italien, dem Balkan, Kleinasien und Kaukasusgebiet, über Osteuropa bis weit nach Sibirien und Tibet reicht. Hauptvorkommensgebiet ist das Berg- und Hügelland, insbesondere felsige Hänge und steinige Halbtrockenrasenflächen. In den Alpen steigt sie bis auf etwa 2000 Meter, in Südspanien bis auf 2200 m und in der Türkei bis auf 2400 m. Die Unterarten sind folgendermaßen verbreitet:
- Xestia ashworthii ssp. ashworthii (Doubleday, 1855) kommt in bergigem Gelände in Wales vor
- Xestia ashworthii ssp. candelarum (Staudinger, 1871) in Mitteleuropa von den Pyrenäen bis zu den Alpen und Voralpen sowie weiter ostwärts bis Sibirien und Tibet
- Xestia ashworthii ssp. jotunensis (Schöyen, 1887) in Fennoskandinavien und den Baltischen Staaten
- Xestia ashworthii ssp. lactescens (Turati, 1919), in Mittelitalien.[3]
- Xestia ashworthii ssp. artvina de Freina & Hacker, 1985, Türkei, Transkaukasien und Kaukasus
- Xestia ashworthii ssp. sagrensis Pérez Lopéz, 1993, Südspanien[6]

## Lebensweise
Die Falter der Aschgrauen Bodeneule fliegen von Juni bis August in einer Generation im Jahr. Sie besuchen blüten, künstliche Lichtquellen und kommen gelegentlich auch den Köder. Die Raupen sind ab August zu finden, sie überwintern und verpuppen sich im Mai des folgenden Jahres. Sie fressen nur nachts, verstecken sich am Tag unter Steinen und ernähren sich von einer großen Vielfalt niedriger Pflanzen, dazu gehören:
- Breitblättriger Thymian (Thymus pulegioides),
- Löwenzahn (Taraxacum),
- Graue Heide (Erica cinerea),
- Wiesen-Sauerampfer (Rumex acetosa),
- Gewöhnliche Goldrute (Solidago virgaurea)

Forster & Wohlfahrt (1971) nennen:
- Ginster (Genista)
- Heidekräuter (Erica)
- Heidelbeeren (Vaccinium) und
- Rubus-Arten

Markku Savela listet ohne Quelle:
- Taraxacum sp. und
- Kleines Habichtskraut (Hieracium pilosella)

Ian Kimber gibt noch folgende Arten an:
- Helianthemum chamaecistus
- Besenheide (Calluna vulgaris)
- Roter Fingerhut (Digitalis purpurea).

Auf der Website Hantsmoths - The Moths of Hampshire and Isle of Wight werden folgende Arten genannt
- Helianthemum chamaecistus
- Sand-Thymian (Thymus serpyllum)
- Kleiner Sauerampfer (Rumex acetosella)
- Rundblättrige Glockenblume (Campanula rotundifolia)
- Kleiner Wiesenknopf (Sanguisorba minor)
- Graue Heide (Erica cinerea)
- Goldruten (Solidago)
- Echtes Labkraut (Galium verum)
- Kriech-Weide (Salix repens)
- Fingerhüte (Digitalis)
- Heidekrautgewächse (Ericaceae)

Bergmann (1954) beschreibt die Art als „nicht ... selten, aber auch nirgends ... häufig ...“ (in Thüringen).

## Taxonomie und Systematik
Die Art wurde 1855 durch Henry Doubleday als Agrotis ashworthi erstmals wissenschaftlich beschrieben. Der Holotyp wurde im Sommer 1853 von einem Mr. Ashworth bei Llangollen (Grafschaft Denbighshire, Nordwales) gefangen. Fibiger listet noch drei Synonyme für diese Art. Das Taxon wird derzeit in fünf Unterarten unterteilt, die bereits oben genannt worden sind.
Fibiger (1990) fasst die Art zusammen mit Xestia c-nigrum (Linné), Xestia ditrapezium (Denis & Schiffermüller), Xestia triangulum (Hufnagel), und Xestia kollarii zur Untergattung Megasema Hübner, 1823 zusammen.

## Gefährdung
Die Aschgraue Bodeneule kommt in Mittel- und Süddeutschland zwar weit verbreitet vor, jedoch in unterschiedlicher Häufigkeit. Sie wird auf der Roten Liste gefährdeter Arten der Bundesrepublik Deutschland in Kategorie 3 (gefährdet) eingestuft. In Brandenburg, Nordrhein-Westfalen, Niedersachsen und Sachsen wird sie dagegen bereits in Kategorie 2 (stark gefährdet) gestellt, in Sachsen-Anhalt sogar in die Kategorie 1 (vom Aussterben bedroht).